# فلات لنا-آنگارا
فلات لنا-آنگارا (روسی: Лено-Ангарское плато) یک فلات در استان ایرکوتسک کشور روسیه است.